# Félix Guillaume Gédouin
Félix Guillaume Gédouin est un homme politique français né le 30 mai 1760 à Nantes et mort le 4 septembre 1830 à Nantes.

## Biographie
Procureur impérial à Nantes, il devient député de la Loire-Inférieure au Corps législatif le 17 brumaire an XIII.

## Sources
- « Félix Guillaume Gédouin », dans Adolphe Robert et Gaston Cougny, Dictionnaire des parlementaires français, Edgar Bourloton, 1889-1891 [détail de l’édition]